# Ouragan Debby (1982)
Pour les articles homonymes, voir Cyclone tropical Debby.
L'ouragan Debby est le cyclone tropical le plus violent de la saison cyclonique 1982 dans l'océan Atlantique nord, avec un vent maximal atteignant 215 km/h. Quatrième tempête tropicale du nom, second ouragan et unique ouragan majeur de la saison, Debby se forme proche des côtes nord de l'Hispaniola, le 13 septembre, depuis une onde tropicale. Développée sous forme de dépression tropicale, elle se déplace au nord-ouest des côtes et se renforce en tempête tropicale Debby le lendemain. Par la suite, Debby s'intensifie rapidement en ouragan le 15 septembre. Debby touche les Bermudes le 16 septembre sous la forme d'un ouragan de catégorie 2. Il continue à se renforcer et atteint le stade d'ouragan de catégorie 4 sur l'Échelle de Saffir-Simpson avec des vents à 215 km/h et une pression minimale de 950 hPa.
Après avoir diminué d'intensité, Debby s'affaiblit doucement, et rétrograde en ouragan de catégorie 2 à 1 lors de son passage à Terre-Neuve le 19 septembre. Peu après, l'ouragan accélère et atteint 95 km/h vers l'Est. Debby approche rapidement des îles Britanniques le 20 septembre, peu après sa transition en cyclone extratropical. L'impact est mineur dans les Petites Antilles, avec des pluies faibles à modérée en République dominicaine, à Porto Rico et sur les Îles vierges des États-Unis. Aux Bermudes, les vents violents ont occasionné des pannes d'électricité et des chutes d'arbres.